# オートフォーカス
オートフォーカス (Autofocus, AF) または自動焦点（じどうしょうてん）とは、カメラの焦点を、センサー・制御系・モーターなどを利用して自動的に合わせるシステムのこと。ミラーレス一眼カメラやコンパクトカメラ、スマートフォンのカメラのほとんどに装備されている。アクティブ方式とパッシブ方式に大別される。AFと略されることがある。
尚、初期には焦点連動装置レンジファインダーの事を自動焦点装置やオートホーカス、或いはドイツ語風にアウトホークスと表記した例がある。これは主に戦前の表記で、現在、焦点連動装置はむしろマニュアルフォーカスに分類されるためオートフォーカスに含むことはない。

## 方式

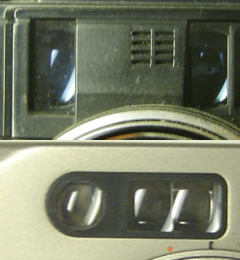
コンパクトカメラのアクティブ式センサー（上）とパッシブ式センサー（下）

オートフォーカスの方式は、大きくアクティブ方式とパッシブ方式の2つに区分される。アクティブ方式、パッシブ方式を併用した製品もある。

### アクティブ方式
レーダーと同様の原理で、対象物（被写体）に赤外線・超音波などを照射し、その反射波が戻るまでの時間や照射角度により距離を検出する方式。フィルム式コンパクトカメラにおいては標準的な方式である。
この方式では、暗い場所でもピントを合わせることが可能な反面、対象物との間に透明な板（ガラスなど）がある場合に距離検出を間違うことがある。また風景写真のような遠距離のピントは、反射波がカメラまで届かなかったり、届いても微弱なためにピントを合わせにくい。

### パッシブ方式
アクティブ方式のように赤外線などを用いず、レンズを通過した光を利用して測距を行う方式。主に一眼レフカメラで使われる位相差検出方式や、コンパクトデジタルカメラで使われるコントラスト検出方式、フィルム式コンパクトカメラで用いられていたパッシブ外光方式などがある。これらの複数の方式を併用した製品もある（ハイブリッド方式）。
アクティブ方式が苦手とする遠距離へのピントも合わせられるが、暗い場所や、コントラストが低いものにピントを合わせるのを苦手とする。暗い場所でのピント合わせを補助するために、照明（補助光）を内蔵しているカメラが多い。

#### 位相差AF

位相差AFの原理
各図（縮尺比は同じでない）において、紫色の円は焦点を合わせる物体を表し、赤色の線および緑色の線はレンズ開口部を通過する光線を表し、黄色の長方形はAFセンサー（開口ごとに1つ）、グラフは各センサーによって検出される明暗度プロファイルを表す。
図1から図4は、それぞれレンズが（1）近すぎる（後ピン）、（2）正しい（ジャスピン）、（3）遠すぎる（前ピン）、（4）さらに遠すぎる状態を示す。 2つの輪郭の間の位相差は、最適な焦点を得るためにレンズをどの方向に動かすかを決定するために使用することができる。

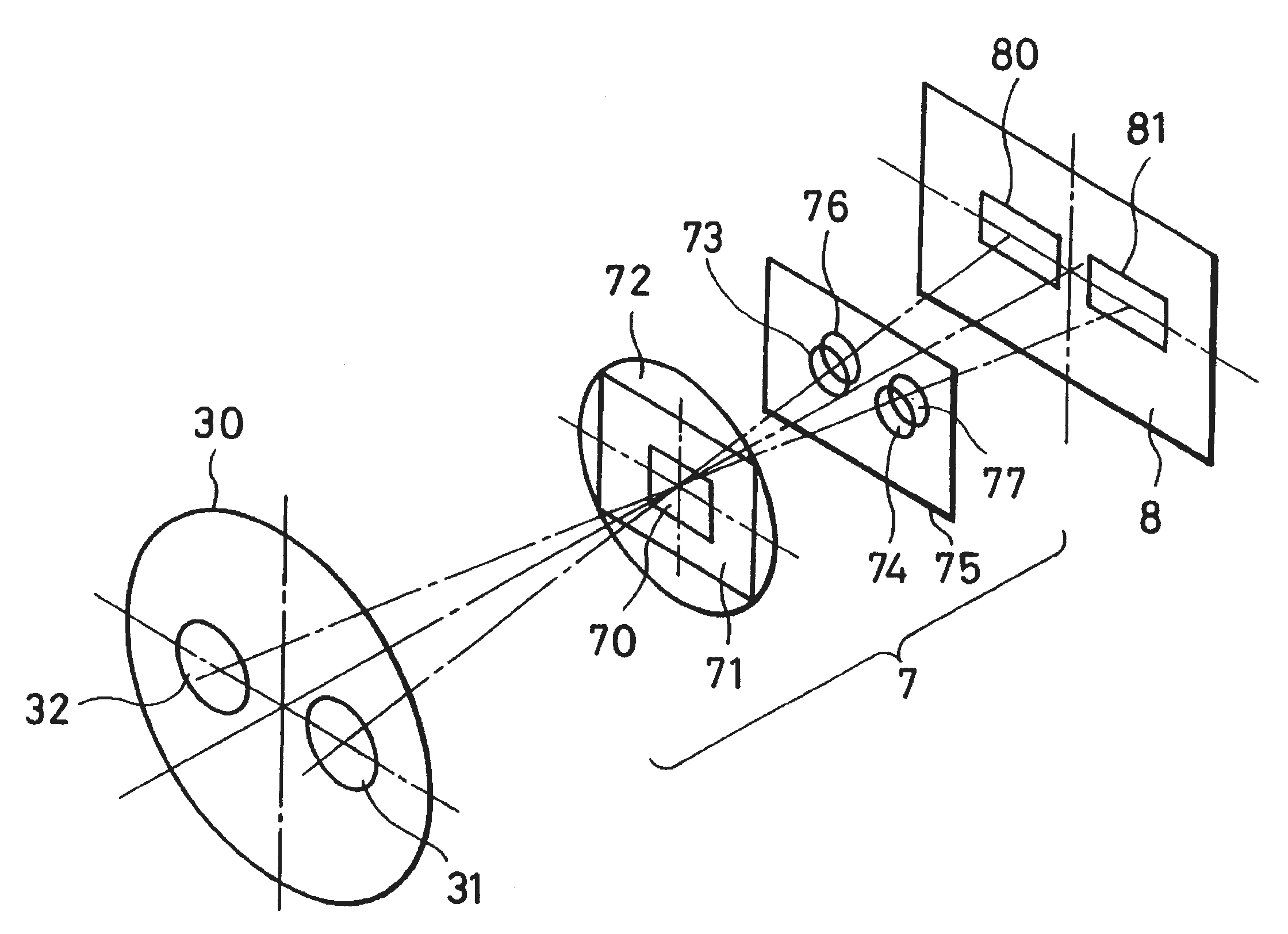
位相差AFシステムの構成:7 - 焦点検出のための光学システム; 8 - イメージセンサ; 30 - 撮影光学系の射出瞳近傍の面 31,32 - 一対の領域 70 - ウィンドウ; 71 - 視野マスク; 72 - コンデンサーレンズ 73,74-一対の開口 75 - 開口マスク 76,77 - 再収斂レンズの対 80,81 - 一対の受光部

位相差AF方式は、入射光を2つの画像に分割し、結像した2つの画像の間隔からピントの方向と量を判断する方式である。 入射光の分割にセパレータレンズを必要とし、また専用の位相差AFセンサーを必要とするため、位相差AF方式は一眼レフカメラに搭載される（像面位相差AF（後述）を除く）。AFセンサーはカメラの底部に搭載され、システムはカメラの底部のAFセンサーに光を向けるために、ビームスプリッター（主反射ミラーの一部を半透過領域とし、入射光をAFセンサーに送る小さな副鏡と組み合わせて構成される）を使用する。 2つのマイクロレンズはレンズの反対側から来る光線を捕捉し、それをAFセンサーに向けて、レンズの直径内に基線を持つ簡単なレンジファインダーを作り出す。 次に、2つの画像を同様の光強度パターン（山と谷）について分析し、誤差を計算して被写体が前ピンか後ピンにあるかどうかを調べる。 これによりフォーカスリングの移動量と移動方向を判断する。
コントラストAFと比べて、以下のような利点と欠点がある。
- 利点：
  - 高速なAF動作が可能であり、動きのある被写体を撮る際に有効である
- 欠点：　
  - 一眼レフカメラにしか搭載できない
  - ミラーで光を分岐させる必要があるため、反射ミラーを上げる必要がある動画撮影やライブビュー撮影では使用できない
  - 測距点を多くすることが難しく、AF可能な位置は主に中心部に限られる
  - 実際の画像を使用せずにAFを行うため、AF精度は劣る
  - 原理的にセンサーに入る光の量が少なく、低照度でのAF動作を苦手とする

上記の通り欠点は多いが、動きのある被写体はコントラストAFが苦手とするシーンであるため、高速なAFが可能という利点は極めて大きく、スポーツ撮影や動物撮影などを行う場合は必須と言える。
AFセンサーは一般的に1次元の感光性ストリップ（高さが数ピクセル、幅が数十ピクセル）であるが、近年のカメラ（キヤノン EOS-1V 、キヤノン EOS-1D 、ニコン D2Xなど ）では矩形のTTL-AREA-SIRとなっており、より精細な解析のために2次元の明暗度パターンを提供する。 クロス測距点は、互いに90°の方向を向いた一対のセンサーを有するが、一方のセンサーは通常他方のセンサーよりも大きな開口を必要とする。
いくつかのカメラ（ミノルタ7、キヤノンEOS-1V、1D、30D / 40D、ソニーα700、α850、α900など）には、プリズムとセンサーを追加した「高精度」焦点がいくつかある。特定の開口（通常はF値2.8以上）を持つ「高速レンズ」でのみ有効である。 高い精度は、「レンジファインダー」の有効な基線長の幅広さからもたらされる。

#### 像面位相差AF
像面位相差AF方式は、位相差AFと同じく2つの画像の位相差を検出して合焦するが、位相差AFと異なり専用のAF機構を持たず、撮像素子にAFセンサーを組込んでいる方式である。通常、撮像素子の前にはマイクロレンズが組み込まれているが、さらにAFセンサーとなる画素の直前にスリットを配置し、AFセンサーへの入射光を制限することによって位相差を検出する仕組みである。なお、カメラによってはスリットを搭載せず、全画素を2分割して撮像素子と兼用とする方式もある（キヤノンの「デュアルピクセルCMOS AF」など）。像面位相差AFは、富士フイルム FinePix F300EXR、FinePix Z800EXRで世界で初めて実用化された。像面位相差AFは、コントラストAF、位相差AFと比べて以下のような利点と欠点がある。
- 利点：
  - 専用のAF機構を必要としないためコンパクトデジタルカメラやミラーレス一眼カメラ、スマートフォンにも搭載可能である
  - コントラストAFと比べて高速なAF動作を行える
  - 位相差AFでは使用できない動画撮影やライブビュー撮影でも使用可能
  - 位相差AFと比べてAF精度は高い
- 欠点：
  - 位相差AFと比べるとAF動作はやや劣る
  - AFセンサーの数と画素数がトレードオフの関係にあり、画質を優先するとAF性能が落ち、AF性能を優先すると画質が落ちることになる
  - 全画素を2分割する方式の場合、信号処理の負荷が高く消費電力量が多くなり、省電力性能に影響を与える
  - 位相差AFと同じく低照度でのAF動作を不得意とする

#### コントラストAF
コントラストAF方式は、レンズを通して、センサーフィールド内のコントラストを測定することによって合焦する方式である。センサーの隣接画素間のコントラストは、画像の焦点が正しくなるに伴って自然に増加する。 これにより、最大コントラストが検出されるまでピントレンズを動かすことで合焦する。 この方法では、AFは実際の距離測定を全く行わない。 これは、コントラストの喪失が、被写体がカメラの方へ近寄ったことによるのか、またはカメラから遠ざったことによるのかが判別できないため、動く被写体を追跡する際に重大な問題を生じる。
位相差AFのように専用のセンサーを使用せず、実際に撮像素子に映った画像そのものを利用してAFを行うので、コントラストAFは位相差AFよりAF精度が高い。しかし、コントラストAFでは何度もレンズを動かしてコントラストが最も高い位置を探すため、原理的に位相差AFより合焦が遅くなる。
コントラストAFはメカニカルシャッターや反射ミラーがないデジタルカメラでは一般的な方法である。ほとんどの一眼レフでは、ライブビューモードでピントを合わせるときに、この方法（またはコントラストと位相差AFの両方のハイブリッド）を使用する。 ミラーレス一眼レンズカメラは、通常コントラストAFを使用しているが、一部のモデルでは像面位相差AFを併用しているため、AF追尾性能が大幅に向上する。
コントラストAFは、位相差AFと比較して、レンズ設計に異なる制約を課す。 位相差AFではレンズを素早く合焦位置に移動させる必要があるが、コントラストAFでは焦点領域をすばやく移動し、最大コントラストが検出された時点で正確に停止するレンズが使用される。これは、位相差AF用に設計されたレンズは、コントラストAFを使用するカメラ本体ではしばしば機能しないことを意味する。
コントラストAFは、位相差AF、像面位相差AFと比べて以下のような利点と欠点を持つ。
- 利点：
  - 専用のAF機構を必要としないためコンパクトデジタルカメラやミラーレス一眼カメラ、スマートフォンにも搭載可能である
  - 位相差AFでは使用できない動画撮影やライブビュー撮影でも使用可能
  - 実際の画像を使用するため、位相差AF、像面位相差AFと比べてAF精度が高い
  - 低照度でのAF動作も可能
- 欠点：
  - レンズを何度も動かして合焦するため、AF速度が遅い

## フォーカスの動作による分類
主に以下の３種類がある。（呼称はメーカーによって異なる）
- シングルAF（AF-S）：被写体にフォーカスを合わせた後、固定する方式
- コンティニュアスAF（AF-C）：被写体が動くのに合わせてフォーカスを合わせ続ける方式。
- 自動切り替えAF（AF-A）：被写体の動きを判別してAF-SとAF-Cを自動切り替えする方式。

## 一眼レフカメラにおけるオートフォーカスモード
一般にミラーで光路を曲げるタイプのカメラの場合、フィルム面（または固体撮像素子）とは反対側の光路上に、フォーカス用のラインセンサを配置する。実際に撮影する瞬間にはフォーカスセンサに光が当たらないため、撮影直前の情報でフォーカスサーボを駆動することになる。この駆動方式が、用途によりいくつか選択される。
ワンショットオートフォーカス
直前にフォーカスした位置でホールドする方式で、一般にレリーズを半押しした段階でロックされる。メーカーやレンズによっては、この状態のままでマニュアルでフォーカシングできるものもある。連続撮影した場合に、後半のショットのフォーカスが合っていないのはもちろん、単写においてもピンボケの画像となることがある。
動体追従オートフォーカス（コンティニュアスオートフォーカス）
直前のフォーカス情報の変化から撮影の瞬間でのピント位置を予測し、そこに合焦させる方式である。より高度なアルゴリズムを持つ製品では、ピント位置変化の加速度も測定する。いずれも、フォーカスセンサーへの入力が消失した後もフォーカスサーボを駆動し続けることで、移動している物体にピントを合わせ続けることを目的とする。

## 黎明期のオートフォーカスカメラ
世界で初めてオートフォーカスを搭載した市販カメラは1977年11月に発売された愛称「ジャスピンコニカ」ことコニカC35AFである。C35AFの開発に携わった人物として、内田康男、百瀬治彦等が挙げられている。百瀬は、テレビジョン学会誌にてC35AFを例にして、自動焦点カメラの動作原理や、今後の課題等について述べている。二つの窓から入った被写体像を二つのミラー（片方は固定、片方は可動）で捉え、その二つの像が合致する箇所を判断、そのピント位置にレンズを駆動する。すなわち二重像合致式の距離計を自動化した原理である。これがベストセラーとなりヤシカAFが1978年10月、フラッシュフジカAFが1978年11月、ミノルタハイマチックAFが1979年10月、キヤノン「オートボーイ」AF35Mが1979年11月、ローライフラッシュ35AFが1980年4月、マミヤ135AFが1981年5月、オリンパスC-AFが1981年3月、ペンタックスCP35AFが1982年11月、ニコン「ピカイチ」L35AFが1983年3月と各社追随した。ほぼ同時期ながら1978年ポラロイドSX-70は唯一超音波を被写体に投射して距離を測定するシステムにてオートフォーカスを実現した。

## 黎明期のオートフォーカス一眼レフカメラ
日本光学工業（現ニコン）はニコンF2時代オートフォーカスニッコール80mmF4.5を試作したが市販されなかった。「世界初の市販オートフォーカス一眼レフカメラ」はリコーの「スクープアイ」ことリコーXR6とAFリケノン50mmF2のセットである。AFリケノン50mmF2は交換レンズ側に測距と自動焦点機能を持ちKマウントのボディならどれに装着してもオートフォーカスが可能であったが、リコーXR6とセット販売された。しかしこれはマイナーメーカーであったせいか、あまり話題にならなかった。
1981年11月発売されたペンタックスME FとSMCペンタックスAFズーム35-70mmF2.8のセットは、カメラボディーにTTLフォーカスセンサーがあり、ここで検知したピントをマウントを通じてレンズに伝え、レンズ内のモーターがレンズを駆動する形式である。一般にはこれが「世界初の市販オートフォーカス一眼レフ」として知られている。オリンパスOM30とズイコー35-70mmF4AFのセットもほぼ同じ形式でオートフォーカスを実現した。
レンズメーカーであったコシナは、どのカメラでもオートフォーカス化できるようにAFリケノン50mmF2のようにレンズのみで完結する75-200F4.5AF、1987年にはコンパクトな標準ズーム28-70mmF3.5-4.8AFを発売した。マウントはニコン、キヤノン、ミノルタ等7種。
プロスペック機としてはニコンF3AFとAiAFニッコール80mmF2.8S、AiAFEDニッコール200mm3.5S、TC-16Sのセットが挙げられる。
しかしこれらは、いずれも爆発的な人気を得ることはできなかった。オートフォーカス一眼レフカメラが、完成した製品として消費者に迎えられたのは、1985年2月発売のミノルタα-7000が最初である。
変り種としては、ヤシカを吸収合併した京セラがコンタックスブランドで販売していた一眼レフボディで、「フィルム像面を移動」させる事でオートフォーカス動作を行なうコンタックス・AXがある。描写には定評がある従来のカールツァイス製レンズをそのまま使えてオートフォーカス動作が可能（機種専用のレンズを用意する必要が無い）という利点がある一方、ボディ内部は二重構造となり厚ぼったく、携帯性やデザインに難が発生したため、ヒットとはならなかった。

## ミノルタ・ハネウェル特許訴訟
1987年、アメリカのハネウェルはミノルタ（現コニカミノルタ）が製造・販売していたオートフォーカス式一眼レフαシリーズの自動焦点機構が自社の特許を侵害しているとアメリカ連邦地裁に提訴、1992年特許侵害を認める評決が出て、最終的にミノルタは約165億円を支払う内容の和解に応じた。アメリカ流の訴訟社会の厳しさ、知的財産権の重要性を日本国内に知らしめた事件である。